# Winnie e Wilbur
Winnie e Wilbur (em inglês: Winnie and Wilbur) é uma série de desenho animado britânica baseado na série de livros de Winnie and Wilbur de Valerie Thomas e Korky Paul. A série exibida pela Discovery Kids no Brasil em 17 de dezembro de 2016, e exibida pela Milkshake! no Reino Unido em 24 de dezembro.

## Enredo
Winnie e Wilbur é sobre as aventuras loucas de uma bruxa Winnie, e seu gato Wilbur.

## Personagens
- Winnie
- Wilbur

## Dublagem
| Personagem | Dublagem    | Dublagem        |
| ---------- | ----------- | --------------- |
| Winnie     | Katy Brand  | Raquel Marinho  |
| Wilbur     | Bill Bailey | Wellington Lima |

## Episódios
| #  | Títulos                                         | Dirigido por | Escrito por | Estreias                                      |
| -- | ----------------------------------------------- | ------------ | ----------- | --------------------------------------------- |
| 1a | "A Grande Faxina (BR)" Wilbur's Big Clean"      | Leo Nielsen  | Ema Čulík   | 17 de dezembro de 2016 24 de dezembro de 2016 |
| 1b | "As Meias Malucas (BR)" Winnie's Tricky Tights" | Leo Nielsen  | Ema Čulík   | 17 de dezembro de 2016 24 de dezembro de 2016 |